# Avenida Paulista (mini-série)
Avenida Paulista est une mini-série brésilienne produite par Rede Globo et diffusée du 10 au 28 mai 1982, en 15 épisodes. Écrit par Daniel Más et Leilah Assumpção, avec la coordination des textes par Luciano Ramos ; a été réalisé par Jardel Mello, Hugo Barreto, Cassiano Filho et Walter Avancini.. Bande originale de César Camargo Mariano.
Il mettait en vedette Antônio Fagundes, Walmor Chagas, Bruna Lombardi et Dina Sfat comme protagonistes.

## Synopsis
Alex Torres est un employé de Banco Scorza qui profite d'une faille du système pour détourner 10 millions de dollars sur ses comptes personnels. Le président de la banque, Frederico, découvre le détournement, mais décide de ne pas l'affronter, promouvant l'employé - qui continue d'imaginer que son coup a porté ses fruits - afin de l'utiliser comme coupable de l'inévitable faillite que traverse l'entreprise. Frederico est associé au coup d'État par Paula, la directrice de la banque et sa maîtresse, qui séduit volontairement Alex pour découvrir ce qu'il sait et ruiner son mariage avec Juliana, qui a tenté de convaincre son mari de lui rendre l'argent. Tout change lorsque Frederico rompt la liaison avec Paula, proposant qu'ils ne sont que des partenaires dans le crime, la faisant se rebeller et tout dire à Alex, se joignant à lui pour voler toute la fortune du banquier.

## Distribution

### Acteurs principaux
- Antônio Fagundes : Alex Torres
- Walmor Chagas : Frederico Scorza
- Dina Sfat : Paula Alencar
- Bruna Lombardi : Anamaria Scorza
- Martha Overbeck : Alice Scorza
- Ney Latorraca : Sérgio Scorza (Serginho)
- Wanda Stefânia : Juliana Torres
- Odilon Wagner : Albino de Almeida Moraes
- Luiz Armando Queiroz : Eduardo Amaral Scorza (Dudu)
- João José Pompeo : Rodrigo Scorza
- Yara Lins : Elvira Scorza
- Odavlas Petti : Edgar Scorza
- Andréa L'Abatte : Maria do Carmo Scorza (Carmo)
- Wálter Foster (es) : Álvaro
- Lélia Abramo : Bebel
- Rosita Thomaz Lopes : Renata
- Paulo Minervino : Maneco
- Zélia Toledo : Tânia
- Thales Pan Chacon : Bianco
- Jolly Fernandes : Alexandra Torres

### Invités
- Abrahão Farc : Seixas
- Angélica : Anamaria Scorza Torres (criança)
- Benjamin Cattan : Gustavo Nogueira
- Celso Saiki : Joselino
- Eduardo Silva : Martinho
- Esmeralda Hannah : Eny
- Helen Helena : Lucinha
- Joselita Alvarenga : Julia
- Rofran Fernandes : Dante
- Theo de Faria : Durval
- Viven Marie : Maureen